# Deutsche Cadre-71/2-Meisterschaft 1999/00

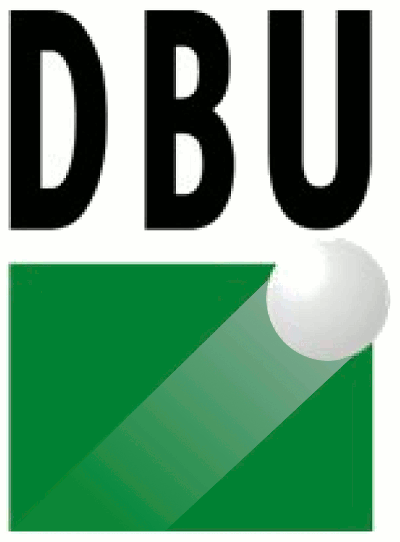
Verbandslogo: DBU

Die Deutsche Cadre-71/2-Meisterschaft 1999/2000 ist eine Billard-Turnierserie und fand vom 15. bis zum 17. Oktober 1999 in Marl zum 50. Mal statt.

## Geschichte
Mit einer eher durchschnittlichen Leistung gewann Thomas Nockemann seinen zweiten deutschen Titel im Cadre 71/2. Zweiter wurde der Lokalmatador Ludger Havlik, der sich im Halbfinale erst in der Verlängerung gegen den späteren Dritten Carsten Lässig durchsetzen konnte.
Die kompletten Ergebnisse stammen vom Teilnehmer Axel Büscher, so wie aus eigenen Unterlagen.

## Modus
Gespielt wurden zwei Vorrundengruppen bis 150 Punkte. Die beiden Gruppenbesten spielten dann im K.-o.-System den Sieger aus.
Die Endplatzierung ergab sich aus folgenden Kriterien:
1. Matchpunkte
2. Generaldurchschnitt (GD)
3. Bester Einzeldurchschnitt (BED)
4. Höchstserie (HS)

## Teilnehmer (alphabetisch)
1. Dieter Steinberger (BC Kempten) (Titelverteidiger)
2. Axel Büscher (BG Hilden 1935)
3. Ludger Havlik (BSV Marl 1989)
4. Stefan Henze (Bergisch-Gladbacher BC)
5. Heinz Janzen (BG Bottrop 24)
6. Carsten Lässig (BG Coesfeld 1966)
7. Markus Melerski (BC Herne-Stamm 28)
8. Udo Mielke (Bfr. Königshof 1952)
9. Thomas Nockemann (DBC Bochum 1926)
10. Jörg Ortmann (BF Horster-Eck Essen)
11. Arnd Riedel (SG ETB Berlin)
12. Hans Wernikowski (BC Herne-Stamm 28)

## Turnierverlauf

### Gruppenphase
| MP    | Match Points (Sieger = 2; Unentschieden = 1; Verlierer = 0) |
| Pkte. | Erzielte Karambolagen                                       |
| Aufn. | Benötigte Versuche                                          |
| GD    | Generaldurchschnitt                                         |
| BED   | Bester Einzeldurchschnitt eines Spielers                    |
| HS    | Höchstserie                                                 |
|       | Bester GD des Turniers                                      |
|       | Bester ED des Turniers                                      |
|       | Beste HS des Turniers                                       |
|       | 1. Platz (Gold)                                             |
|       | 2. Platz (Silber)                                           |
|       | 3. Platz (Bronze)                                           |

| Platz                     | Name               | MP  | Pkte. | Aufn. | GD    | BED   | HS |
| ------------------------- | ------------------ | --- | ----- | ----- | ----- | ----- | -- |
| 1                         | Carsten Lässig     | 5:1 | 450   | 35    | 12,85 | 18,75 | 57 |
| 2                         | Heinz Janzen       | 3:3 | 446   | 47    | 9,48  | 16,66 | 46 |
| 3                         | Dieter Steinberger | 2:4 | 385   | 46    | 8,36  | 9,37  | 60 |
| 4                         | Arnd Riedel        | 2:4 | 373   | 50    | 7,46  | 9,37  | 51 |
| Gruppendurchschnitt: 9,29 |                    |     |       |       |       |       |    |

| Platz                     | Name            | MP  | Pkte. | Aufn. | GD    | BED   | HS |
| ------------------------- | --------------- | --- | ----- | ----- | ----- | ----- | -- |
| 1                         | Ludger Havlik   | 6:0 | 450   | 43    | 10,46 | 11,53 | 78 |
| 2                         | Markus Melerski | 4:2 | 331   | 65    | 5,09  | 6,81  | 39 |
| 3                         | Axel Büscher    | 2:4 | 329   | 58    | 5,67  | 6,52  | 42 |
| 4                         | Jörg Ortmann    | 0:6 | 253   | 62    | 4,08  | –     | 19 |
| Gruppendurchschnitt: 5,97 |                 |     |       |       |       |       |    |

| Platz                     | Name             | MP  | Pkte. | Aufn. | GD    | BED   | HS  |
| ------------------------- | ---------------- | --- | ----- | ----- | ----- | ----- | --- |
| 1                         | Thomas Nockemann | 6:0 | 450   | 31    | 14,51 | 25,00 | 111 |
| 2                         | Hans Wernikowski | 4:2 | 419   | 30    | 13,96 | 13,63 | 53  |
| 3                         | Udo Mielke       | 2:4 | 270   | 41    | 6,58  | 6,81  | 24  |
| 4                         | Stefan Henze     | 0:6 | 244   | 52    | 4,69  | –     | 23  |
| Gruppendurchschnitt: 8,98 |                  |     |       |       |       |       |     |

### Finalrunde
| Halbfinale       |     |        |    |       |       |     |
| Thomas Nockemann | 2:0 | 150    | 15 | 10,00 | 10,00 | 40  |
| Hans Wernikowski | 0:2 | 89     | 15 | 5,93  | –     | 34  |
| Ludger Havlik    | 2:0 | 150(6) | 11 | 13,63 | 13,63 | 45  |
| Carsten Lässig   | 0:2 | 150(5) | 11 | 13,63 | 13,63 | 59  |
| Spiel um Platz 3 |     |        |    |       |       |     |
| Hans Wernikowski | 0:2 | 95     | 8  | 11,87 | –     | 28  |
| Carsten Lässig   | 2:0 | 150    | 8  | 18,75 | 18,75 | 87  |
| Finale           |     |        |    |       |       |     |
| Thomas Nockemann | 2:0 | 150    | 6  | 25,00 | 25,00 | 106 |
| Ludger Havlik    | 0:2 | 48     | 6  | 8,00  | –     | 22  |

### Abschlusstabelle
| Klassement                | Klassement         | Klassement | Klassement | Klassement | Klassement | Klassement | Klassement | Klassement | Klassement |
| Platz                     | Name               | MP         | Pkte.      | Aufn.      | GD         | BED        | HS         |            |            |
| ------------------------- | ------------------ | ---------- | ---------- | ---------- | ---------- | ---------- | ---------- | ---------- | ---------- |
| 1                         | Thomas Nockemann   | 10:0       | 750        | 52         | 14,42      | 25,00      | 111        |            |            |
| 2                         | Ludger Havlik      | 8:2        | 648        | 60         | 10,80      | 13,63      | 78         |            |            |
| 3                         | Carsten Lässig     | 7:3        | 750        | 54         | 13,88      | 18,75      | 87         |            |            |
| 4                         | Hans Wernikowski   | 4:6        | 603        | 53         | 11,37      | 13,63      | 53         |            |            |
| 5                         | Markus Melerski    | 4:2        | 331        | 65         | 5,09       | 6,81       | 39         |            |            |
| 6                         | Heinz Janzen       | 3:3        | 446        | 47         | 9,48       | 16,66      | 46         |            |            |
| 7                         | Dieter Steinberger | 2:4        | 385        | 46         | 8,36       | 9,37       | 60         |            |            |
| 8                         | Udo Mielke         | 2:4        | 270        | 41         | 6,58       | 6,81       | 24         |            |            |
| 9                         | Axel Büscher       | 2:4        | 329        | 58         | 5,67       | 6,52       | 42         |            |            |
| 10                        | Arnd Riedel        | 2:4        | 373        | 50         | 7,46       | 9,37       | 51         |            |            |
| 11                        | Stefan Henze       | 0:6        | 244        | 52         | 4,69       | –          | 23         |            |            |
| 12                        | Jörg Ortmann       | 0:6        | 253        | 62         | 4,08       | –          | 19         |            |            |
| Turnierdurchschnitt: 8,40 |                    |            |            |            |            |            |            |            |            |